# Pomnik Fryderyka Chopina w Izbicy Kujawskiej
Pomnik Fryderyka Chopina w Izbicy Kujawskiej – pomnik polskiego pianisty i kompozytora, Fryderyka Chopina (1810–1849) znajdujący się na Placu Wolności (rynku) w Izbicy Kujawskiej, w której została ochrzczona Tekla Justyna Chopin z domu Krzyżanowska, będąca matką kompozytora.
Pomnik odsłonięto 8 czerwca 2014. Budowla ma formę popiersia z brązu osadzonego na granitowym cokole i jest kopią rzeźby Xawerego Dunikowskiego, którą artysta wykonał około 1909. Obiekt ufundowany został przez Urząd Marszałkowski w Toruniu oraz Urząd Gminy i Miasta w Izbicy Kujawskiej. Oryginał popiersia do skopiowania udostępniło Muzeum Rzeźby im. Xawerego Dunikowskiego w Królikarni (Warszawa). Posadowienie pomnika było inicjatywą obywatelską, nad którą czuwał Komitet Organizacyjny Budowy Pomnika Fryderyka Chopina w Izbicy Kujawskiej (w jego skład wchodził m.in. Artur Szklener, dyrektor Narodowego Instytutu Fryderyka Chopina, a przewodniczącym był Wojciech Graczyk, dyrektor lokalnego Gimnazjum im. gen. A. Słubickiego). Pomysłodawcą budowy był Krzysztof Dorcz z Włocławka. Honorowy patronat nad wydarzeniem objął Marszałek Województwa Kujawsko-Pomorskiego Piotr Całbecki. W uroczystościach odsłonięcia udział wzięli m.in. prof. Katarzyna Popowa-Zydroń i Piotr Mysłakowski.
W miejscowym kościele Wniebowzięcia Najświętszej Maryi Panny znajduje się tablica pamiątkowa Tekli Justyny Chopinowej.